# Грін-Коув-Спрінгс (Флорида)
Грін-Коув-Спрінгс (англ. Green Cove Springs) — місто (англ. city) в США, в окрузі Клей штату Флорида. Населення — 9786 осіб (2020).

## Географія
Грін-Коув-Спрінгс розташований за координатами 29°59′25″ пн. ш. 81°40′52″ зх. д. / 29.99028° пн. ш. 81.68111° зх. д. (29.990372, -81.681033).  За даними Бюро перепису населення США в 2010 році місто мало площу 25,58 км², з яких 19,10 км² — суходіл та 6,49 км² — водойми.

## Демографія
Згідно з переписом 2010 року, у місті мешкало 6908 осіб у 2469 домогосподарствах у складі 1780 родин. Густота населення становила 270 осіб/км².  Було 2815 помешкань (110/км²).
Расовий склад населення:
| - 74,8 % — білих - 19,0 % — чорних або афроамериканців - 1,0 % — азіатів - 0,4 % — корінних американців - 0,2 % — вихідців з тихоокеанських островів - 2,4 % — осіб інших рас |

До двох чи більше рас належало 2,2 %. Частка іспаномовних становила 7,0 % від усіх жителів.
За віковим діапазоном населення розподілялося таким чином: 22,2 % — особи молодші 18 років, 61,6 % — особи у віці 18—64 років, 16,2 % — особи у віці 65 років та старші. Медіана віку мешканця становила 40,6 року. На 100 осіб жіночої статі у місті припадало 101,2 чоловіків;  на 100 жінок у віці від 18 років та старших — 100,2 чоловіків також старших 18 років.
Середній дохід на одне домашнє господарство  становив 58 536 доларів США (медіана — 43 114), а середній дохід на одну сім'ю — 67 687 доларів (медіана — 51 200). Медіана доходів становила 33 446 доларів для чоловіків та 31 496 доларів для жінок. За межею бідності перебувало 15,7 % осіб, у тому числі 15,2 % дітей у віці до 18 років та 9,7 % осіб у віці 65 років та старших.
Цивільне працевлаштоване населення становило 2470 осіб. Основні галузі зайнятості: освіта, охорона здоров'я та соціальна допомога — 21,2 %, мистецтво, розваги та відпочинок — 15,5 %, роздрібна торгівля — 15,4 %.